# HQ-22 (ЗРК)
Хунци-22 или HQ-22 (Красное знамя-22, экспортное обозначение — FK-3) — китайский зенитно-ракетный комплекс (ЗРК) средней/большой дальности.
Комплекс, созданный на базе HQ-12, впервые был продемонстрирован на выставке Airshow China 2016. Это всепогодная система противовоздушной обороны средней/большой дальности, предназначенная для уничтожения самолётов, вертолетов, БПЛА среднего и тяжёлого классов, крылатых ракет и других аэродинамических целей. Имеет высокую степень защиты от помех.
Зона поражения имеет радиус до 150—170 км и диапазон высот 50 м до 27 км. Экспортная версия FK-3 имеет зону поражения 5-100 км по наклонной дальности и 50 м-27 км по высоте.
Комплекс, состоящий из трёх пусковых установок, способен выпустить 12 ракет по шести целям одновременно. Головка самонаведения — полуактивная радиолокационная.

## Характеристики комплекса
- Дальность стрельбы: 150—170 км[2].
- Максимальная высота цели: 50-27 000 м[2].

### Экспортный вариант (FK-3)
- Дальность стрельбы: 5-100 км[2].
- Максимальная высота цели: 50-27 000 м[2].